# أيمن منصور (ممثل)
أيمن منصور (1 أكتوبر 1982 -) ممثل مصري.

## بدايته
ولد في مدينة القاهرة في عام 1982، كانت بدايته من خلال ستاند أب كوميدي، ثم شارك في عدة أعمال فنية سينمائية ودرامية، بدأ في استوديو الممثل مع الفنان محمد صبحي، واستمر في التعلم لمدة سنتين ثم شارك في الإعلانات وشارك في مسلسل "أنا وهؤلاء «، و"ملح الأرض» مع الفنان محمد صبحي.

## أعماله

### الأفلام
- فيلم واحد صعيدي[5][6]
- فيلم حارة مزنوقة[7]
- فيلم بنات العم[8][9]
- فيلم عنترة ابن ابن ابن شداد[10]
- فيلم ممنوع الاقتراب او التصوير[10]
- فيلم بث مباشر[4]
- فيلم ابتسم أنت في مصر[3]

### المسلسلات
- مسلسل الرجل العناب[11]
- مسلسل ريح المدام[11]
- مسلسل سرايا حمدين[10]
- مسلسل ونيس والعباد واحوال البلاد
- مسلسل ذهاب وعودة
- مسلسل جوز ماما